# Musée des femmes de Hittisau
 (juin 2018).
Si vous disposez d'ouvrages ou d'articles de référence ou si vous connaissez des sites web de qualité traitant du thème abordé ici, merci de compléter l'article en donnant les références utiles à sa vérifiabilité et en les liant à la section « Notes et références ».
Le musée des femmes se trouve à Hittisau dans la région du Bregenzerwald. C’est le premier et le seul musée des femmes d’Autriche. Il est né de l’initiative de femmes en 2000, sous la direction de la conservatrice de musée Elisabeth Stöckler, qui le dirigea jusqu’en 2009. Depuis avril 2010, c’est l’historienne de l’art Stefania Pitscheider Soraperra qui en a pris la direction.

## Programme
Le musée des femmes s’est donné pour mission de rendre visible et de documenter la création culturelle des femmes et l’histoire des femmes. Le but est de propager les identités féminines, à travers un dialogue entre histoire et culture, sous une perspective féminine, de provoquer des démarches réflexives, de développer la conscience des hommes et des femmes du conditionnement historique et sociétal des rôles féminins et masculins.
Le musée organise deux à trois expositions par an, de nombreux ateliers, séminaires, conférences, concerts, activités pédagogiques pour adultes et enfants.
La particularité du musée des femmes réside dans la médiation personnelle : vingt femmes de la région, de divers horizons sociaux et âges (entre 16 et 87 ans), réfléchissent de façon approfondie aux thèmes d’exposition, se forgent une opinion personnelle, avec l’aide de la directrice du musée et de professionnels, afin d’entrer en contact de façon authentique avec les visiteurs.
Ce contact avec les accompagnatrices du musée fait partie intégrante de son concept d’exposition.
Le musée a reçu le prix autrichien du musée en 2017 et une « Mention spéciale du Prix du musée européen de l’année » en 2021.
En 2023, le musée de la Femme d’Hittisau a obtenu le label écologique autrichien.
Le musée fait partie de l'Association internationale des musées de femmes.

## Liens internet
- site du musée des femmes de Littisau: http://www.frauenmuseum.at/